# 京都府道283号奥山田射場線
京都府道283号奥山田射場線（きょうとふどう283ごう おくやまだいばせん）は、京都府綴喜郡宇治田原町から相楽郡和束町に至る一般府道である。

## 概要
綴喜郡宇治田原町奥山田から相楽郡和束町大字湯船に至る。国道307号のバイパス（茶屋トンネル）が開通したのに伴い、旧国道がこの府道の一部となった。
路線の大半が相楽郡和束町域だが、この区間は急勾配や急カーブがきつく、しかも紀伊半島の国道425号同様にガードレールがない区間が多い。綴喜郡宇治田原町の旧国道部分のみが2車線である以外は、すべての区間が自動車の離合が困難な1車線の山間道路で、終点の和束町側に民家がある以外、道路沿いには山林と所々に茶畑があるだけである。

### 路線データ
- 起点：綴喜郡宇治田原町奥山田（奥山田茶屋交差点、国道307号交点）
- 終点：相楽郡和束町大字湯船（京都府道・滋賀県道5号木津信楽線交点）

## 地理

### 通過する自治体
- 京都府
  - 綴喜郡宇治田原町 - 相楽郡和束町

### 交差する道路
| 交差する道路                    | 市町村名 | 市町村名   | 交差する場所 | 交差する場所            |
| ------------------------------- | -------- | ---------- | ------------ | ----------------------- |
| 国道307号                       | 綴喜郡   | 宇治田原町 | 奥山田       | 奥山田茶屋交差点 / 起点 |
| 京都府道・滋賀県道5号木津信楽線 | 相楽郡   | 和束町     | 大字湯船     | 終点                    |

### 沿線
- 幸神社
- 鷲峰山金胎寺
- 宇治田原優駿ステーブル

### 峠
- 殻池峠（綴喜郡宇治田原町 - 相楽郡和束町）